# Région chilienne-patagonienne
Localisation
La phytorégion chilienne-patagonienne fait partie du royaume floristique de l'Holantarctique. Elle se situe dans la partie la plus australe d'Amérique du Sud. Elle est divisée en 5 provinces: Nord-chilienne, Centre-chilienne, La Pampa, Patagonienne et Province de Magellan. Cette phytorégion possède une végétation qui lui est propre, la différenciant des autres régions de l'Holantarctique.

## Géographie

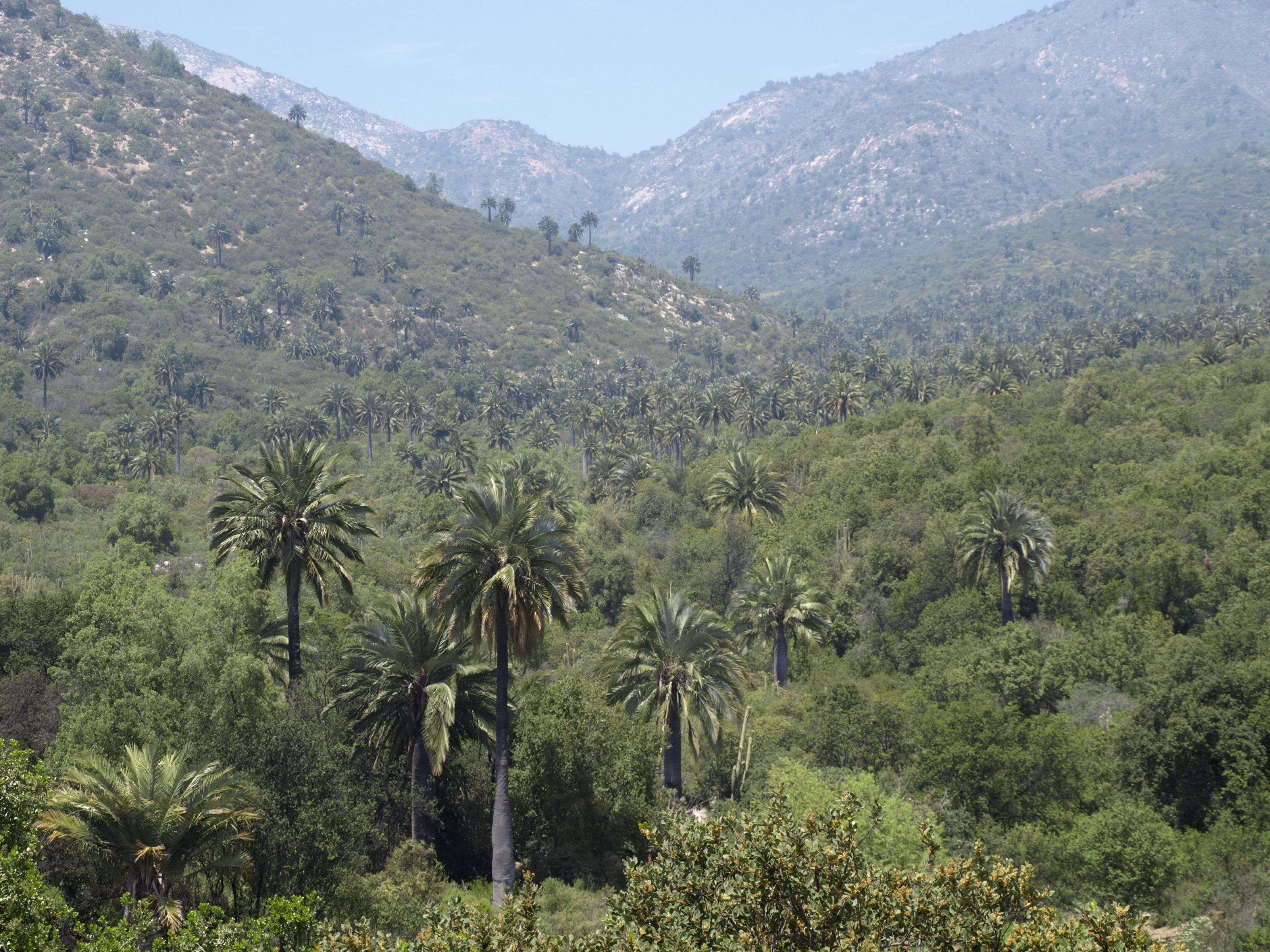
Versant chilien des Andes avec le cocotier chilien.

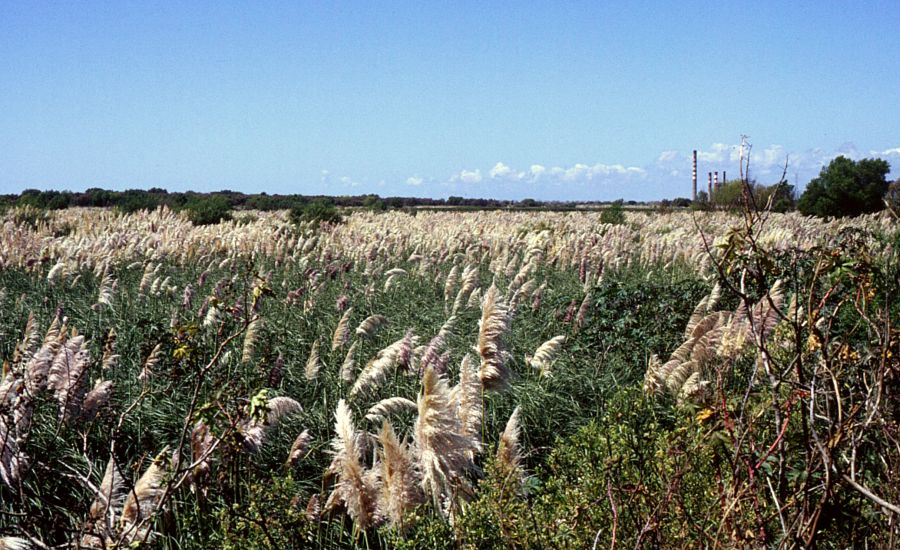
Pampa argentine avec végétation de Cortaderia selloana (herbe de la pampa).

La phytorégion chilienne-patagonienne est une région tempérée délimitée au nord par le Colorado et descendant jusqu'à la Terre de Feu au sud. Elle comprend aussi un grand nombre d'îles et la partie nord de la péninsule Antarctique, dont seule la côte ouest est pourvue de plantes. C'est une région très influencée par la présence de la Cordillère des Andes qui partage la région en deux du nord au sud. La Cordillère de la Costa, par son altitude plus basse (3 000 mètres) et son caractère discontinu a une influence beaucoup plus réduite.
Le climat varie selon les provinces de la région. Il est du côté du Chili plutôt humide sous l'influence du Pacifique et de la barrière des montagnes. Du nord au sud on le qualifie de méditerranéen, tempérer-humide et subantarctique. Il est plus sec de l'autre côté des Andes sur la partie d'Argentine et d'Uruguay. Le rôle des montagnes est aussi important du point de vue des différences d'altitudes. Dans le sud, les altitudes maximales ne dépassent pas les 1 000 mètres alors que, plus au nord et à l'intérieur des terres, les sommets culminent jusqu'à plus de 6 000 mètres. Le vent est présent partout dans la phytorégion et, en association avec la Cordillère des Andes, créent en gradient de précipitations nord-sud et est-ouest, ce qui explique les changements importants de végétation entre les différentes provinces.

## Flore
La flore varie énormément selon les différentes provinces, chacune d'elles ayant un ou plusieurs climats. Un genre se rencontre par contre dans chaque provinces, Nothofagus, voisin du hêtre (Fagus) de l'hémisphère nord. Chacun de ces deux genres caractérise un hémisphère. On rencontre le genre Nothofagus dans toutes les régions tempérés de l'hémisphère sud, c'est-à-dire autant en Amérique du Sud que dans la région océanienne. Au sein des différentes zone de la région chilienne-patagonienne, les espèces caractéristiques de Nothofagus sont différentes ou se rejoignent.

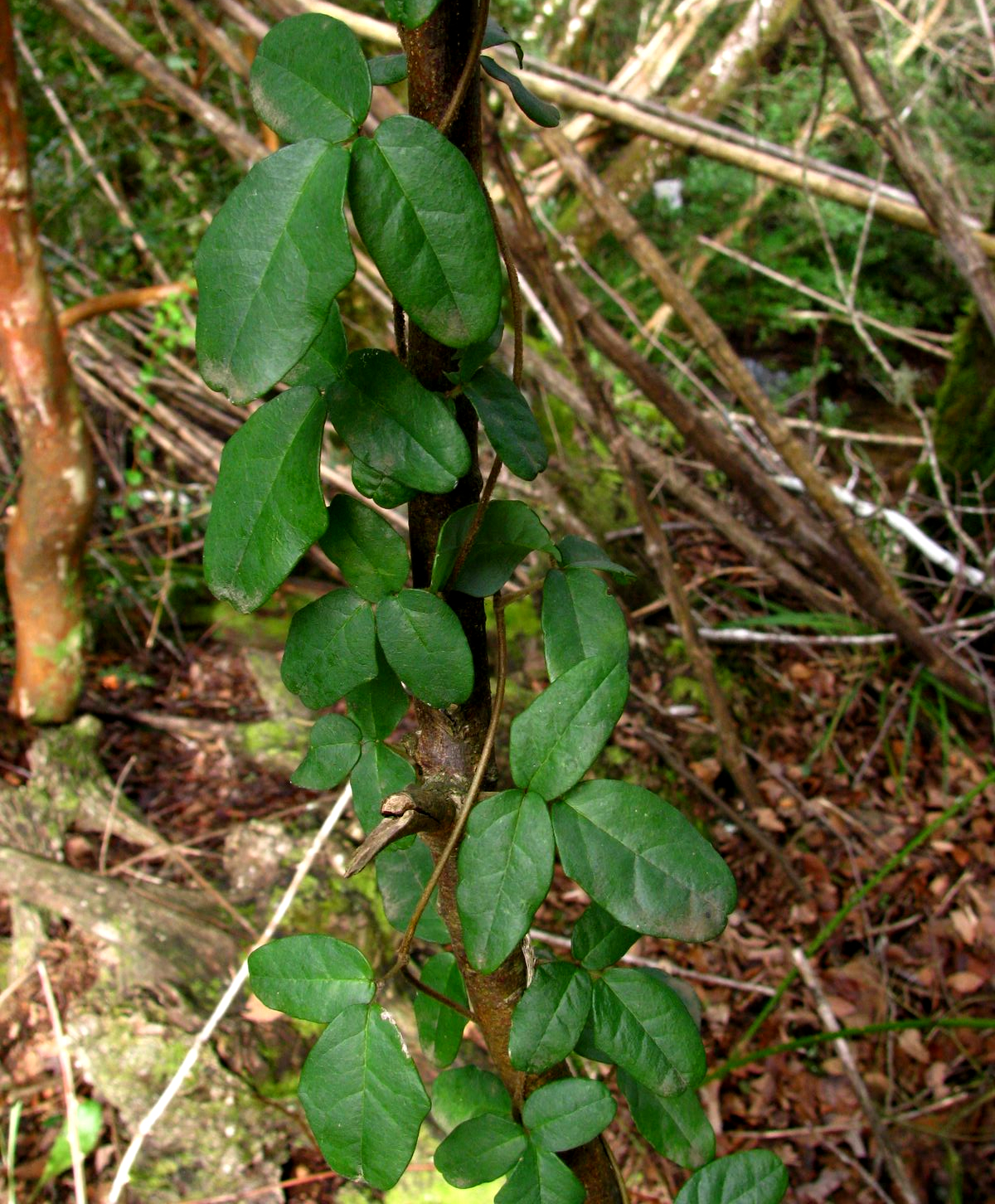
Boquila trifoliolata.

### Province nord-chilienne
Le climat nord-chilien est méditerranéen avec une saison sèche semi-aride. Cela est dû à l'influence de anticyclone du Pacifique sud qui minimise les précipitations. Les limites de la province commencent sous la latitude 25°S et longent la côte jusqu'au cape San Pedro. La province est essentiellement composée de buissons bas et de plantes succulentes. Cette région est aussi caractérisée par l'apparition de tapis de plantes éphémères.

### Province centre-chilienne
Le Chili est parfois considéré comme une île phytogéographique car il comporte des barrières au flux de gènes pour les plantes. Il est délimité par l'océan Pacifique à l'ouest, la steppe des Andes du Sud à l'est, la puna sèche des Andes centrales et le désert d'Atacama au nord. Il compte environ 6 000 espèces de plantes dont 4 629 phanérogames, 857 espèces de mousses, 350 hépatiques et 190 fougères. Malgré le peu d'espèces, le pays compte le plus haut taux d'endémisme d'Amérique du Sud, 46 % des plantes chiliennes, avec deux familles et 81 genres endémiques,.
La province centre-chilienne comprend la plus grande partie du Chili, depuis la région de Coquimbo pour sa limite nord jusqu'à la région d'Aysén au sud. Ses limites est-ouest sont la côte chilienne et la frontière avec l'Argentine dans les Andes. La présence des montagnes a une grande influence sur les espèces de plantes de la région. Certaines ne poussent qu'en haute altitude. La plupart des plantes endémiques de la phytorégion se trouve dans cette province, comme par exemple, Aristolochia chilensis, Boquila trifoliolata, Lardizabala biternata,.

#### La forêt caducifoliée à Nothofagus

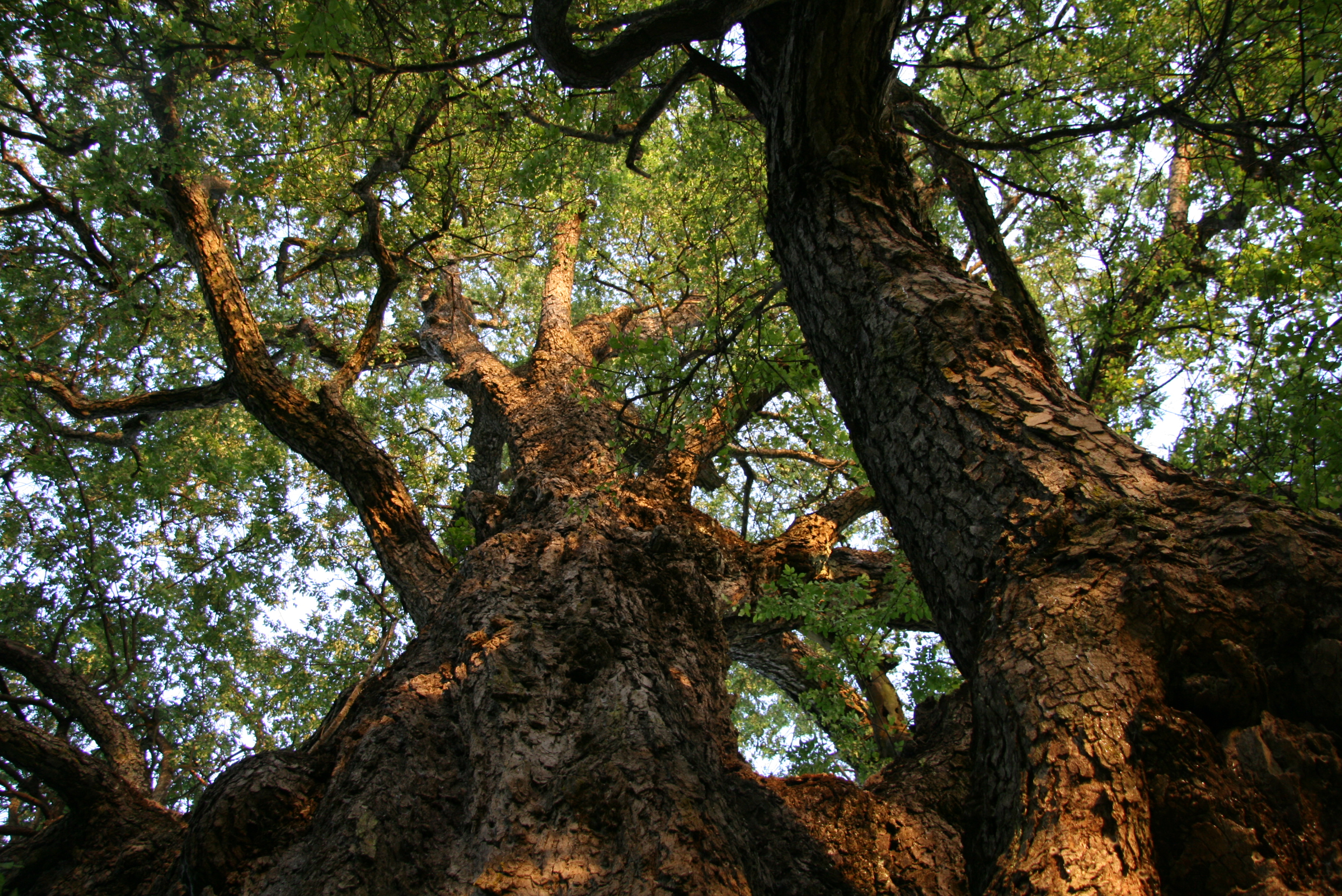
Nothofagus obliqua.

Dans la partie nord de la province la végétation est principalement de type forêts caducifoliées à Nothofagus. Ces forêts se trouvent dans un climat tempéré humide. Les précipitations y sont importantes. On y trouve beaucoup d'espèces de Nothofagus. Les deux espèces caractéristiques sont N. obliqua dans les régions de basse altitude et N. alpina dans les montagnes. Plus au Sud, ce sont les forêts caducifoliées du sud caractérisées par l'association N. obliqua et Laurelia sempervirens qui est un arbre endémique à feuilles sempervirentes. Sur la partie côtière de la province, la flore est très proche de celle néotropicale ce qui la différencie du reste de sa phytorégion,.
Le cocotier du Chili, Jubaea chilensis, est une espèce endémique de la vallée centrale qui connaît un climat subméditerranéen. Il peut survivre à des hivers rigoureux. L'espèce est protégée.

#### La forêt sempervirente valdivienne

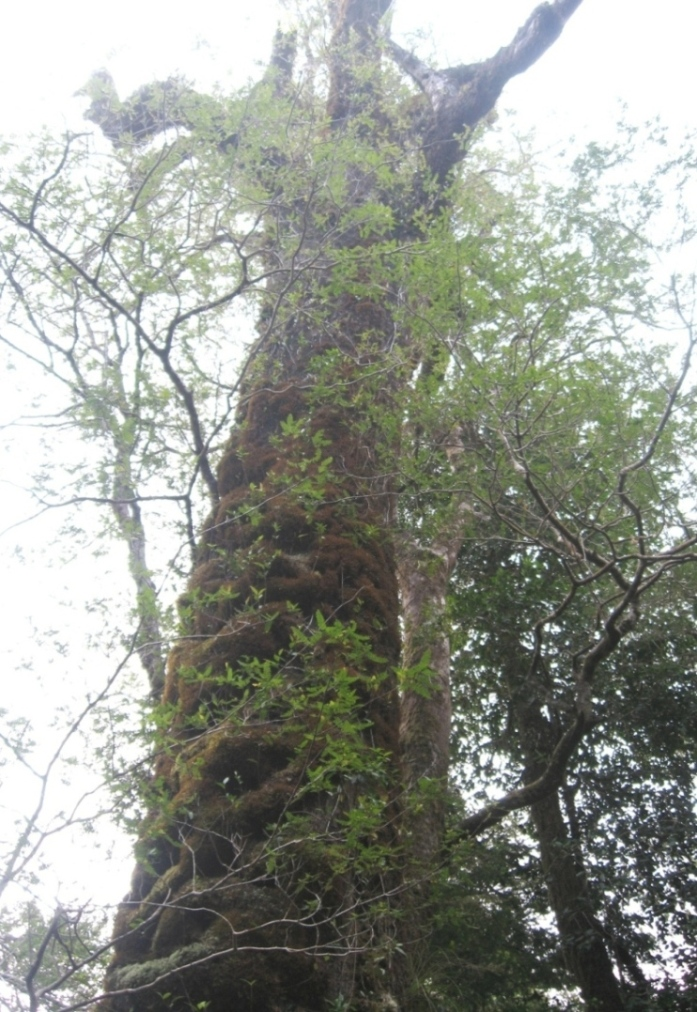
Weinmannia trichosperma au, Chili.

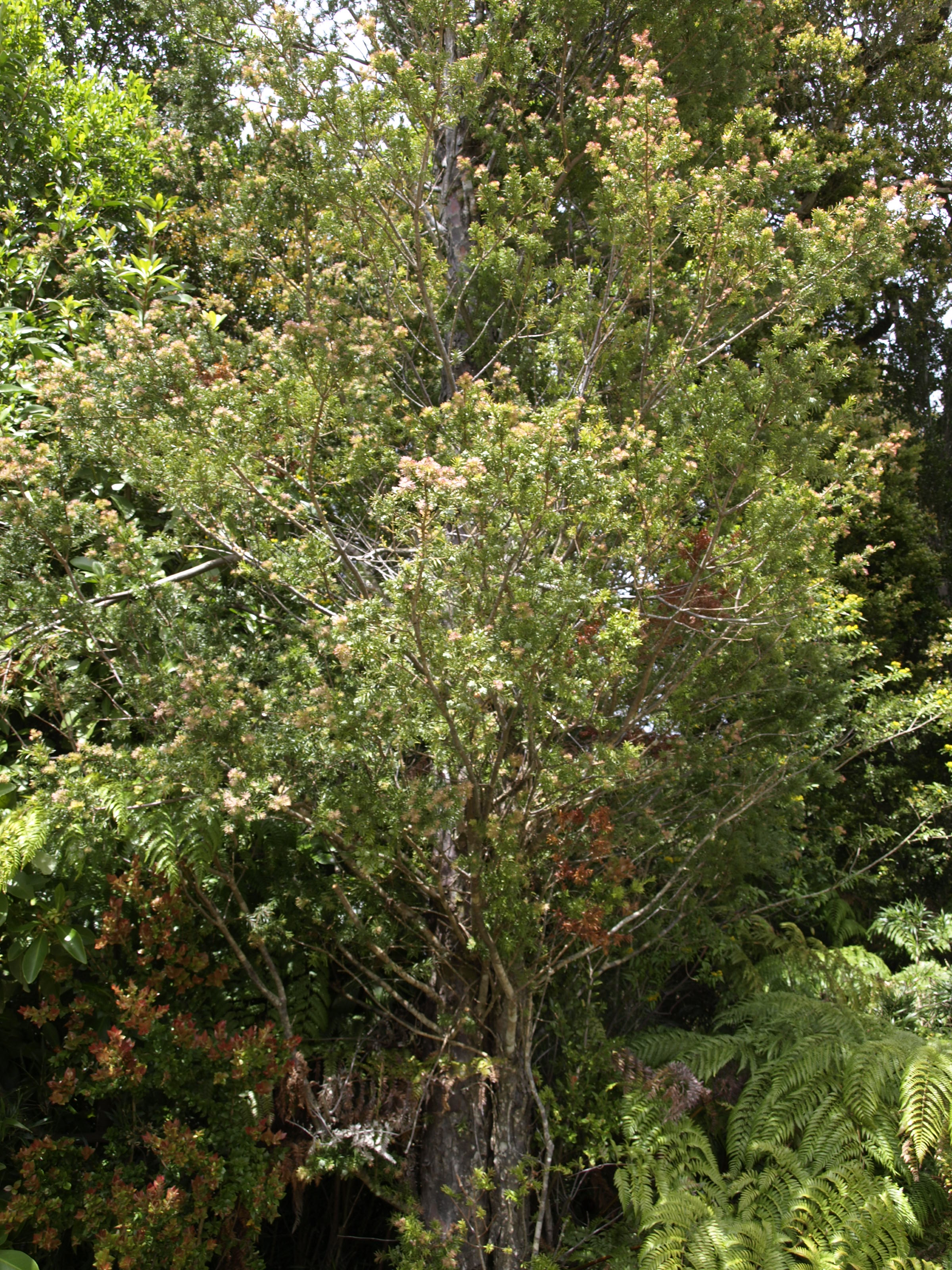
Saxegothaea conspicua au parc Oncol.

Elle commence au sud de la forêt caducifoliée et s'étend jusqu'à la latitude 44°S. Le climat est tempéré et très humide, il tombe environ 2 000 mm par an vers les côtes et jusqu'à 4 000 mm proche des montagnes. C'est la forêt la plus abondante au Chili. Elle contient une importante diversité d'arbres, de buissons, et de bryophytes. Certaines espèces sont communes aux forêts caducifoliées et à la forêt sempervirente subantarctique, notamment N. obliqua et N. alpina. Les espèces caractéristiques de ces forêts sont Nothofagus dombeyi et Eucryphia cordifolia. La forêt valdivienne se différencie en plusieurs associations végétales, selon l'altitude et l'éloignement à la mer.
Sur la zone côtière et les versants bas des Andes, on rencontre principalement des forêts avec une importante quantité de buissons xérophiles, et des espèces d'arbres à feuilles coriaces persistantes. On y trouve une seule espèce de Nothofagus, N. obliqua. Par contre dans la vallée centrale du Chili, ce sont principalement des forêts ouvertes contenant plusieurs espèces de Nothofagus.
Plus à l'intérieur des terres et sur les versants des montagnes, c'est N. dombeyi qui prend le pas sur les autres espèces de son genre. En région de plaine, il est associé avec N. nitida, Drimys winteri, Pilgerodendron uviferum et un grand nombre de Myrtaceae, Podocarpaceae, lianes et fougères. Entre 400 et 700 mètres il est accompagné de Laurelia philipina, Saxegothaea conspicua et Weinmannia trichosperma. Entre 600 et 900 mètres, là où les températures baissent, ce sont surtout N. nitida, Saxegothaea conspicua, Podocarpus nubigenus et Weinmannia qui sont présents. À partir de 1 000 à 1 300 mètres, N. dombeyi est en principe dominant mais il peut y avoir aussi N. pumilio et N. antarctica. Beaucoup de conifères endémiques à la région chilienne-patagonienne se trouvent dans la province centre chilienne. Les forêts en comptent 9 espèces dont Araucaria araucana qu'on ne rencontre que dans les Andes au-dessus de 1 200 mètres. L'espèce caractéristique de conifère de cette région est Fitzroya cupressoides, présent dans les forêts humides jusqu'en terre de Feu. D'autres espèces importantes sont: Saxegothaea conspicua, Podocarpus nubigenus et Pilgerodendron uviferum,,.

#### La forêt sempervirente nord-patagonienne
À la suite de la forêt valdivienne, la forêt sempervirente nord patagonienne s'étend jusqu'à la latitude 48°S. Elle se trouve essentiellement dans la région des fiords. Elle a des conditions proches de celles de sa voisine valdivienne. Le climat y est aussi tempéré bien que plus froid, avec des précipitations abondantes tout au long de l'année, 3 000 à 5 000 mm par an. Sur les côtes on rencontre trois espèces caractéristiques de Nothofagus, N. dombeyi, N. nitida et N. betuloides qui sont en général accompagnées des espèces Saxegothaea conspicua, Podocarpus nubigenus, Weinmannia trichosperma et Drimys winteri. N. betuloides devient l'espèce dominante au Sud et en altitude. Encore plus au Sud ce sont Pilgerodendron uviferum et Tepualia stipularis que nous voyons le plus fréquemment. À partir de 600 mètres, prennent le pas les espèces N. pumilio et Drimys winteri,.
On retrouve toutes les espèces de Nothofagus jusqu'en Terre de Feu, excepté pour N. alessandrii qui est endémique à la province centre-chilienne.

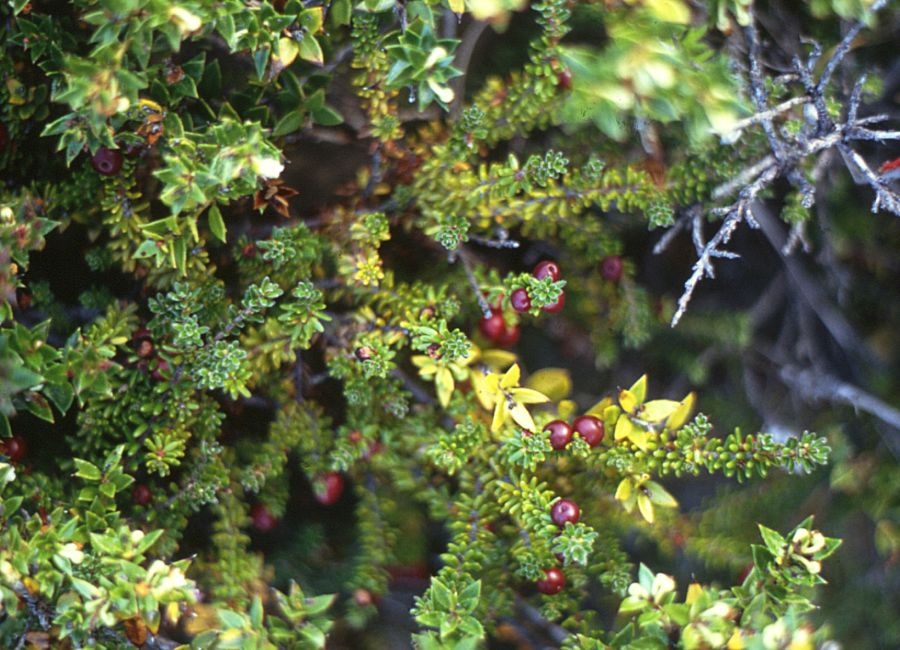
Camarine rouge (Empetrum rubrum) dans le Parc national Torres del Paine, Chili.

Plus haut sur les sommets, on rencontre une végétation différente de type alpine, qualifiée ici de andine, qui parcourt la Cordillère des Andes jusqu'en Terre de Feu. À nouveau, le climat varie beaucoup selon la latitude et l'altitude. La quantité de précipitations est bien différente entre le Nord où elles sont abondantes, jusqu'à 5 000 mm par an et le Sud, au climat plus sec, avec seulement 1 000 mm par an. Les arbustes sont plus fréquents au Nord (Escallonia rubra, Empetrum rubrum ou Senecio skottsbergii) alors qu'au Sud on trouve plutôt des plantes herbacées et des buissons (Acaena magellanica, Festuca contracta, Empetrum rubrum, Myrteola nummularia, Pernettya pumila),.

#### Influence humaine
L'homme a aussi une influence sur le milieu. Les régions de plaine sont exploitées pour la production de céréales et de betterave à sucre principalement. Les forêts présentées ci-dessous ont elles aussi subit l'action de l'homme. À l'arrivée des colons sur le continent, les forêts ont été défrichées pour créer de la place pour les pâturages, mais aussi pour les besoins de la construction de villes et l'établissement de l'homme sur place. Le climat difficile empêche un retour facile des espèces dont une grande partie est menacée. En contrepartie, des parcs nationaux ont été créés pour protéger les espèces les plus vulnérables.

### La Pampa

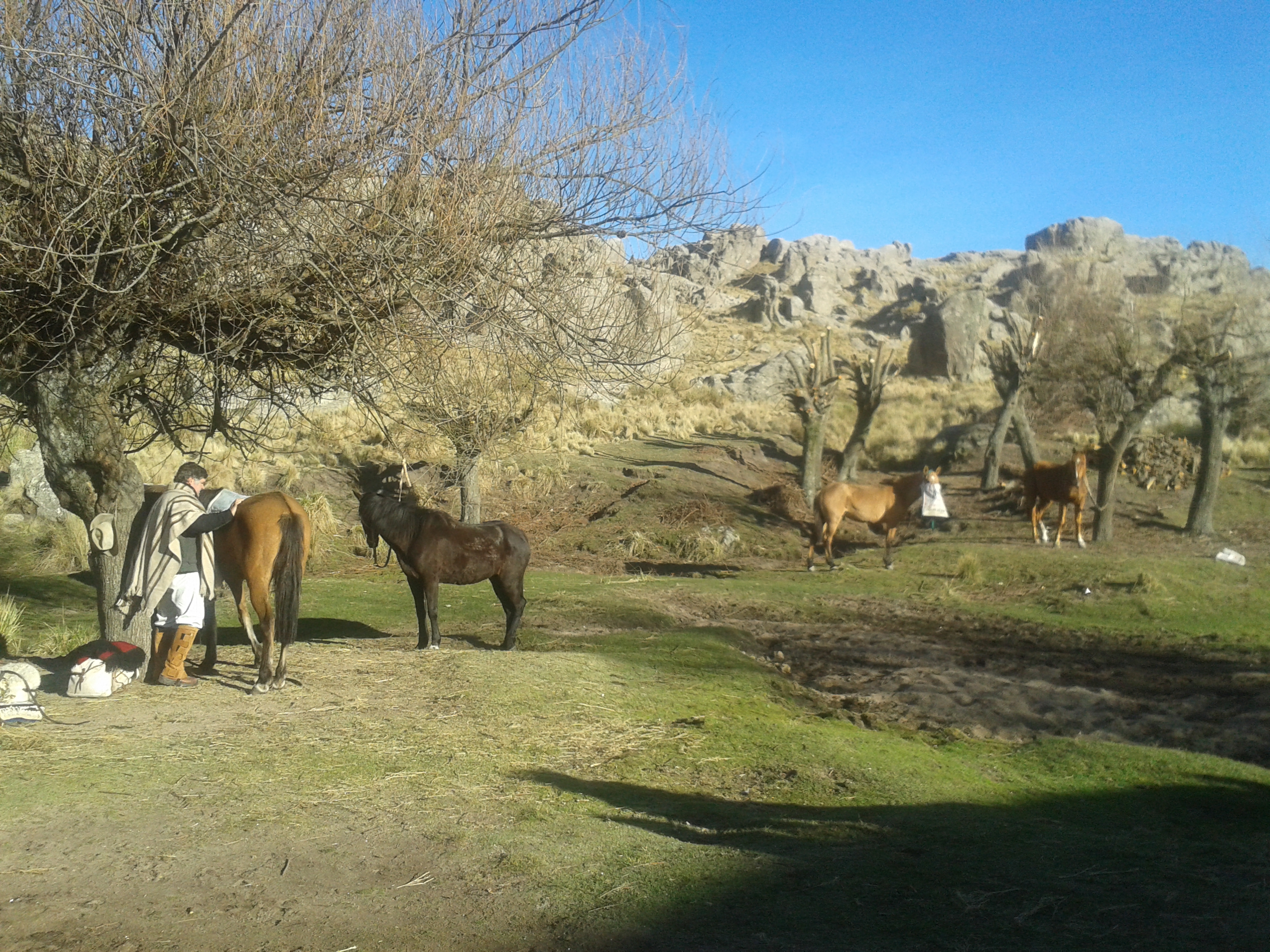
Pâturages et chevaux dans la province de Córdoba, Argentine.

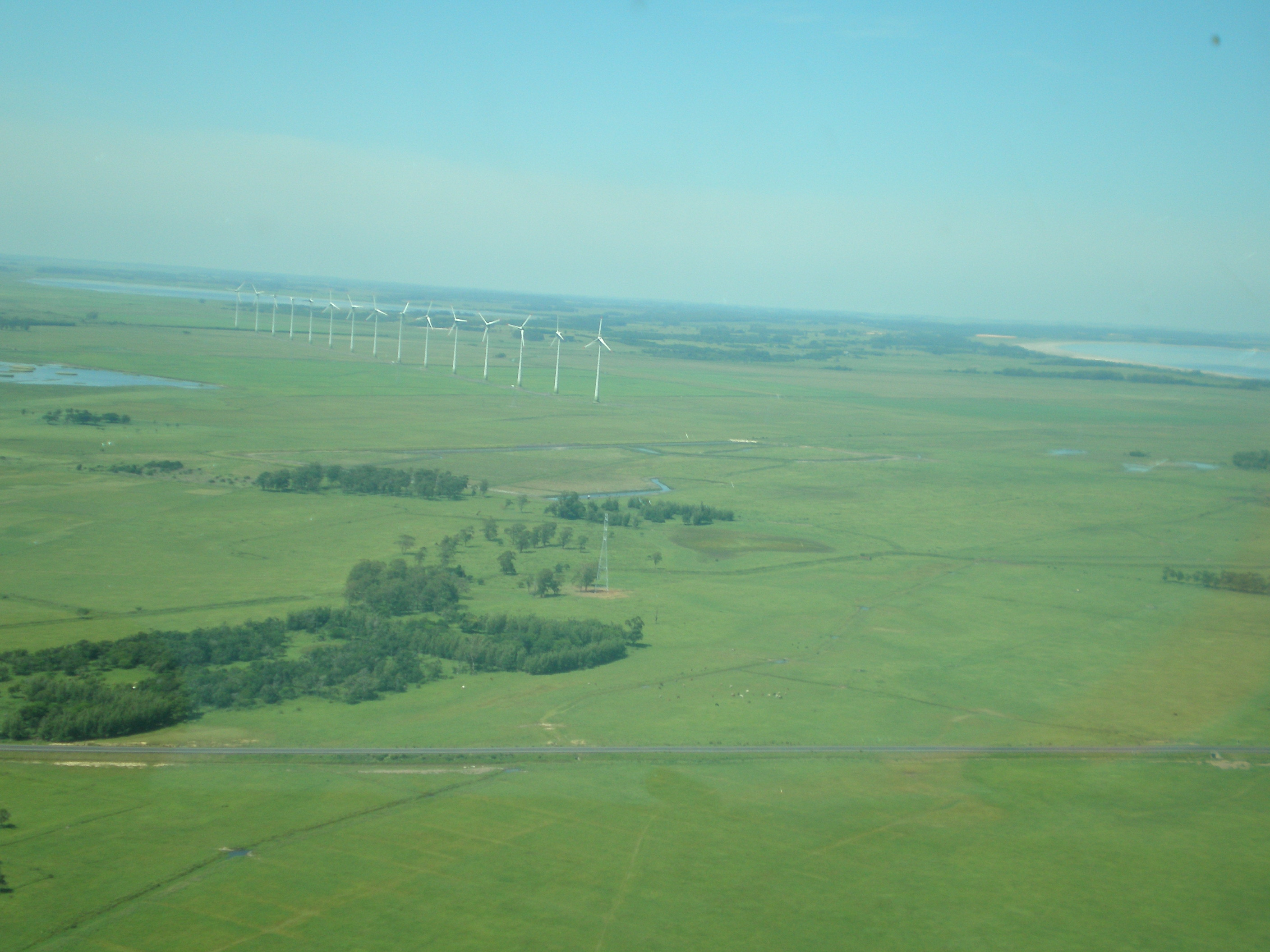
Prairie à éoliennes dans le Rio Grande do Sul, Brésil.

La province s'étend sur 777 000 km2 entre la côte Atlantique et la chaîne des Andes. Elle comprend la majeure partie de l'Argentine au centre et au nord-est, l'Uruguay et la partie sud de l'État de Rio Grande do Sul au Brésil au nord. La totalité de la région est caractérisée par le biome prairies, savanes et brousses tempérées selon la classification du WWF. Dans cette région il est nommé pampa d'où le nom de la province.
Le climat y est chaud et humide avec continuellement du vent. La température moyenne est de 18 °C. Le feu a une grande influence sur les espèces présentes qui y sont bien adaptées. C'est pour cette raison qu'il n'y a pratiquement pas d'arbres dans cette région, car ils résistent moins bien au feu que les plantes herbacées. Ces dernières repoussent facilement après le passage du feu. Seul le Belombra (Phytolacca dioica) a pu s'adapter aux conditions des pampas. Les principales espèces de plantes herbacées sont du genre Stipa, mais on trouve aussi une dominance de Piptochaetium, Aristida, Melica, Briza, Bromus, Eragrostis.
La pampa humide est, par son climat, propice à l'agriculture. C'est une des plus riches régions de pâturages au monde. Elle a été grandement transformée en champs de cultures. Cette activité humaine a eu beaucoup d'influence sur la diversité de la région tant pour la faune que pour la flore dont quelques espèces sont menacées.

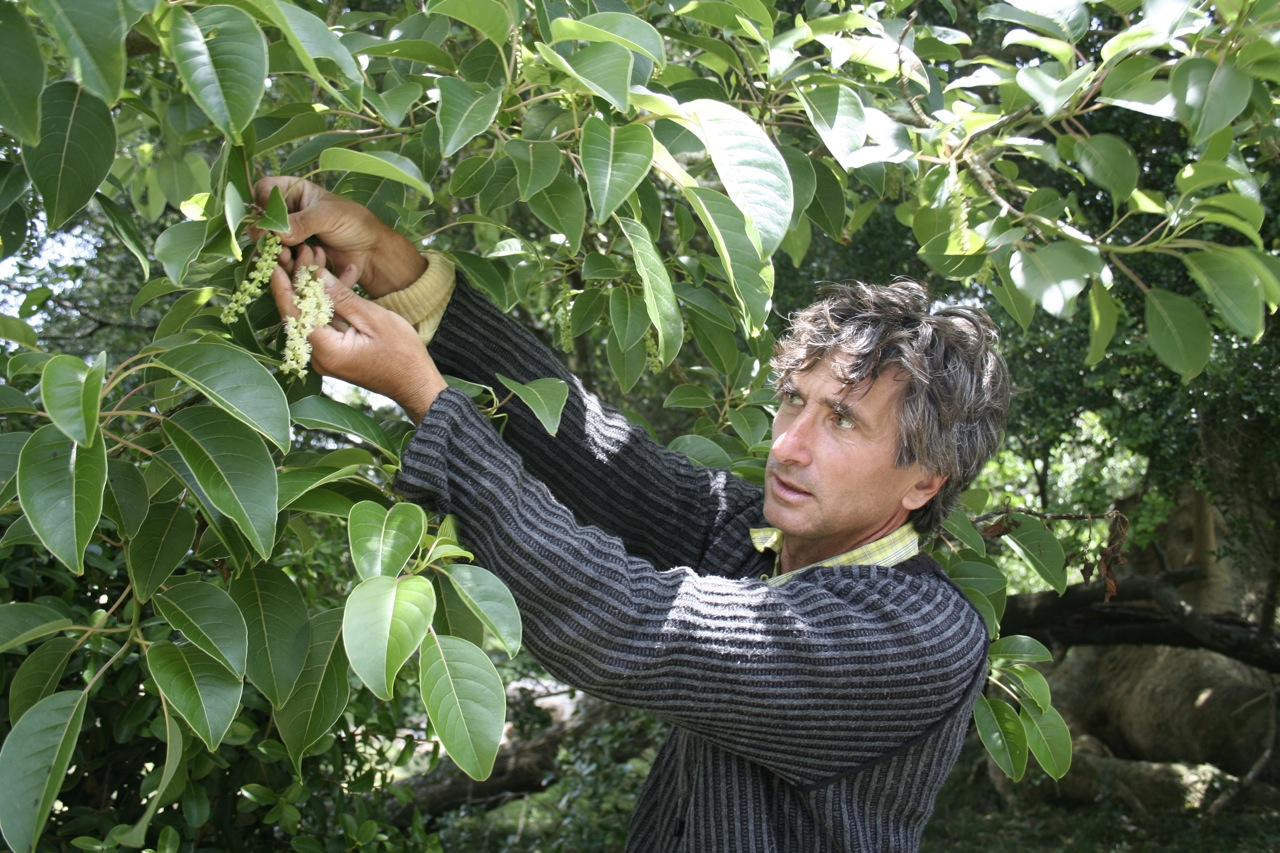
Ombú (Phytolacca dioica), Uruguay.

### Province patagonienne
Ces limites sont deux fleuves au Nord, le Río Negro et le Colorado, les hauts plateaux des Andes à l'ouest et la Terre de Feu au sud. L'altitude maximale est d'environ 800 à 1 000 mètres sur les hauts plateaux. Le climat rude de la steppe patagonienne en fait une région relativement pauvre du point de vue floristique. La végétation se constitue essentiellement de buissons, de plantes herbacée annuelles et pérennes ainsi que de prairies. Les plantes sont pour la plupart halophytes. Les deux familles les plus représentées sont les Asteraceae et les Fabaceae. Sa flore est fortement liée à la province de Magellan qui se trouve au sud de celle-ci, et à la flore des montagnes chiliennes. Par le biais la chaîne des Andes qui forment un couloir le long des Amériques, il y a une connexion avec la flore des climats tempérés de l'hémisphère nord.

### Province de Magellan
La région comprend la partie sud du Chili, les îles proches entre les latitude 47°-44°S, la partie subantarctique des Andes de Patagonie ou Patagonie chilienne, les îles Falkland, la Géorgie du Sud, les îles Sandwich du Sud, les îles Orcades du Sud, les îles Shetland du Sud ainsi que la côte ouest de la péninsule Antarctique. On y inclut aussi l'île Neny qui est la limite la plus australe de la distribution des phanérogames et la côte est de la baie de Marguerite. Cette province est extrêmement pauvre en végétation. Celle-ci ressemble à celle de la province Arctique du royaume floristique Circumboréal.
La Patagonie chilienne se situant entre les latitudes 41°-56°S se distingue en une région montagneuse avec un grand nombre de fjords et d'îles et en une région de lacs. Son sommet le plus haut, le Cerro San Valentin, culmine à 4 058 m d'altitude. La région comprend deux glaciers continentaux importants, le Champ de Glace Nord (Campo de Hielo Patagónico Norte) et le Champ de Glace Sud (Campo de Hielo Patagónico Sur). Le climat est particulier à cause de l’influence du front polaire qui sépare l'air maritime polaire de l'air maritime tropical. Ceci génère des vents très forts et de précipitations importantes le long de la Cordillère des Andes. C'est un climat humide tempéré qui possède une végétation particulière.

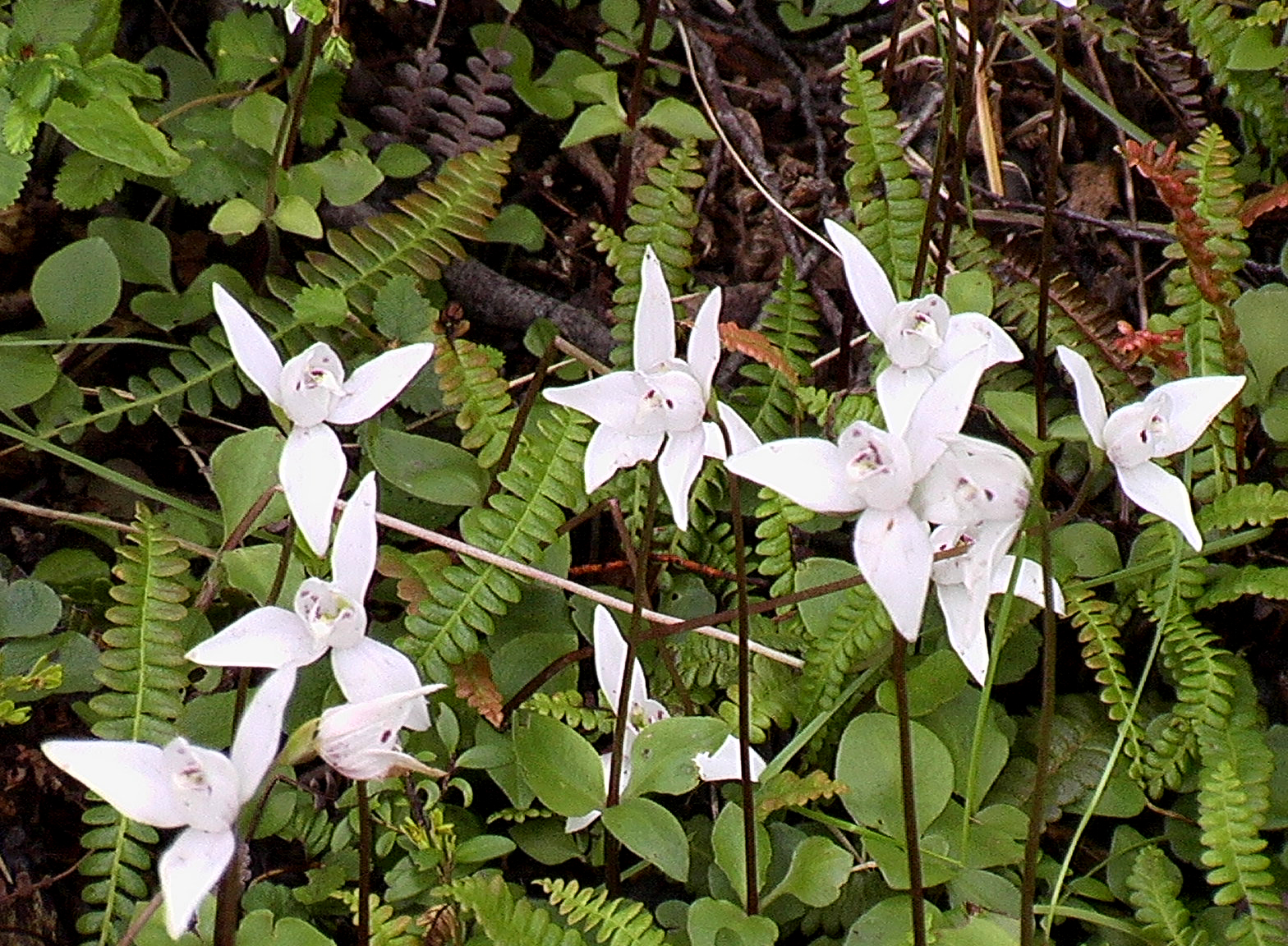
Codonorchis lessonii près d'Ushuaia, Terre de Feu.

#### La forêt caducifoliée subantarctique
Elle s'étend du nord au sud de la région chilienne-patagonienne et traverse la province de Magellan à l'intérieur des terres jusqu'à une élévation de 500 mètres. Le climat y est plutôt froid et humide. Pour les zones basses c'est essentiellement Nothofagus pumilio qui est l'espèce dominante dont les forêts peuvent être parfois si denses que la lumière ne permet pas aux espèces d'arbustes et de buissons de se développer. Si la quantité de lumière le permet, on peut y trouver des espèces telles que Adenocaulon chilense, Codonorchis lessonii, et des espèces endémiques telles que Macrachaenium gracile et deux espèces de Misodendron. Plus haut, là où le sol est plus pauvre, c'est surtout N. antarctica qui est présent. Il y a aussi beaucoup d'arbustes et de plantes herbacées comme Vicia magellanica, endémique de la région. Sur les zones plus plates, on trouve un type de prairie mésophylle caractérisée par deux plantes endémiques: Carex magellanica et Geum magellanicum,,.

#### La forêt à sempervirente subantarctique
Entre 47°–56°S, c'est la forêt la plus australe au monde. On y trouve deux espèces principales. Nothofagus betuloides (arbre sempervirent) se retrouve sur des sols humides, plutôt tourbeux dans les plaines abritées du vent le long de la Cordillère de Andes et descend jusqu'au Cap Horn. Le climat y est froid et les précipitations sont très abondantes. Il y a une abondance de fougères et de plantes herbacées. On peut noter la présence de Drimys winteri, une plante primitive, co-dominante avec N. betuloides. Pilgerodendron uviferum (conifère) se trouve, lui, dans les régions humides avec un sol couvert de sphaignes,,. À la limite entre la forêt et la tourbière de Magellan on trouve des espèces de type buisson (Embothrium coccineum, Berberis illicifolia or Fuchsia magellanica).

#### La tourbière de Magellan
La tourbière de Magellan est présente sur la zone côtière ouest de la province. Le vent y est très fort et presque permanent et les précipitations sont abondantes. Sous ces latitudes le climat y est froid. Ces conditions ne permettent pas la présences de grands arbres. Ceux qui y vivent sont petits ou de type arbustif. Les principales espèces sont Nothofagus antarctica dominant en Terre de Feu, N. betuloides, Philesia magellanica et Drimys winteri. Ce sont des tourbières à sphaignes avec Sphagnum magellanicum comme espèce dominante, ou à Marsippospermum avec Marsippospermum grandiflorum qui domine dans les régions plus sèches . Les plantes en forme de coussin sont caractéristiques de ces tourbières (Astelia pumila et Donatia fascicularis),,.

#### Les îles Falkland
Elles n'ont pas subi les glaciations des Andes. Il n'y a pas d'arbres à cause du vent perpétuel. On y trouve seulement deux espèces d'arbustes, Chiliotrichum diffusum et Hebe elliptica. Il s'y trouve essentiellement des prairies avec parfois quelques tourbières. Poa flabellata est l'espèce caractéristique de ces prairies qui est particulièrement importante comme nichoir pour les oiseaux puisque la région est dépourvue d'arbres. On la retrouve principalement sur le zones rocheuses des berges.

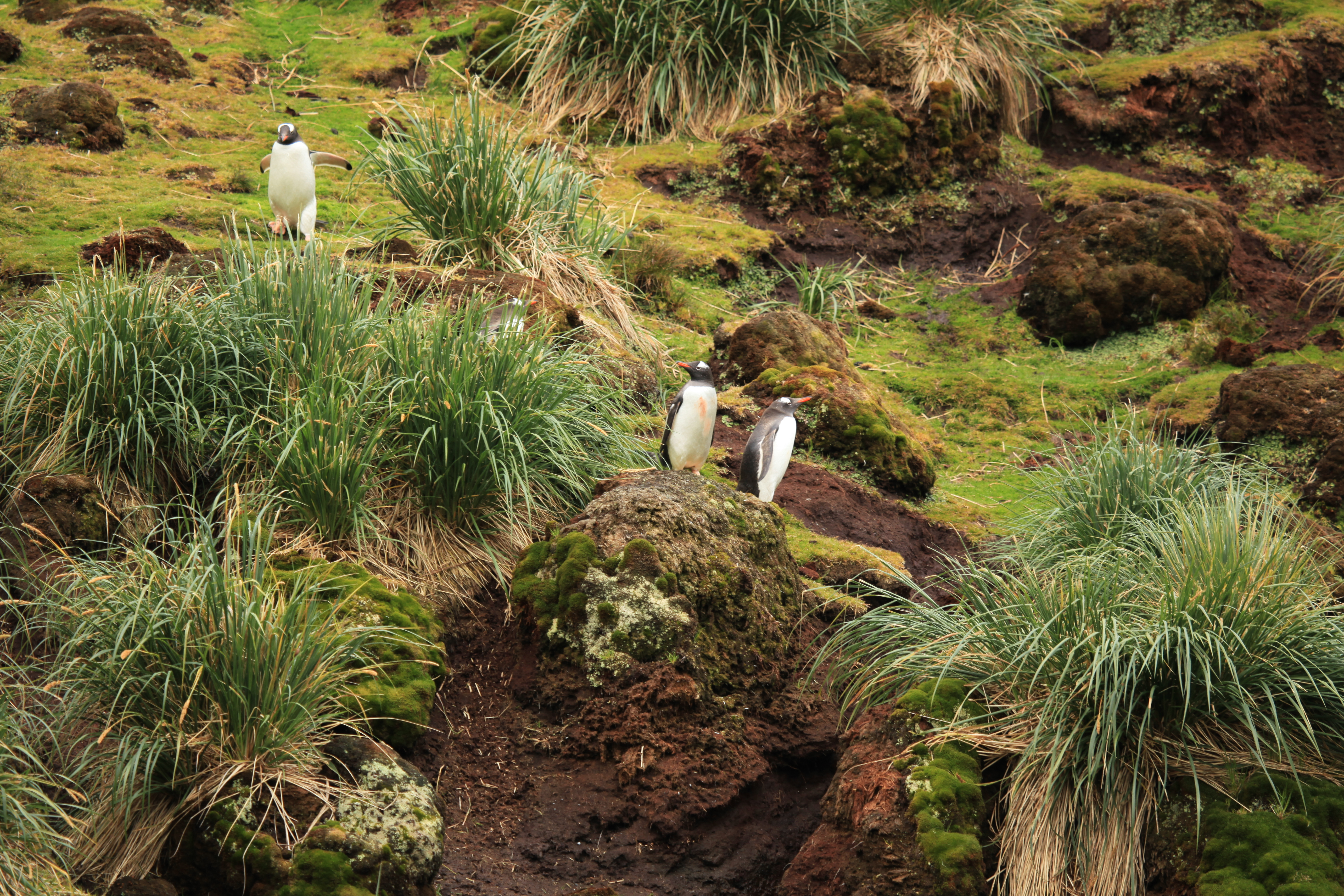
Manchots papous dans une végétation de Poa flabellata en Géorgie du Sud.

#### La Géorgie du Sud
On trouve très peu de plantes vasculaires sur cette île, 25 espèces dont une seule endémique, Uncinia Smithii. Les plantes qui s'y trouvent sont communes à d'autres régions comme les îles Falkland, les régions tempérées d'Amérique du Sud, la Terre de Feu, ou encore des régions néo-zélandaises. Ceci car les plantes vasculaires sont amenées sur l'île par le vent. Dans cette région aussi, Poa flabellata ainsi que Acaena tenera y sont les plantes dominantes. Il y a une flore de mousse plus importante avec deux genres endémiques Skottsbergia et Pseudodistichum.
Dans les autres régions, c'est-à-dire sur les îles Shetland du Sud et Orcades du Sud et sur la péninsule Antarctique on ne trouve que deux espèces de plantes Colobanthus quitensis et Deschampsia antarctica. Ces régions sont dominées par les lichens, les champignons et les bryophytes.

## Flore endémique
Un certain nombre de genres appartenant plutôt à l'hémisphère nord ont des espèces endémiques dans la région chilienne-patagonienne. Ceci provient de l'ère tertiaire où il y eut une connexion depuis l'Holarctique qui a permis la migration de certaines espèces. Avec le temps, il est apparu des espèces bien isolées du reste de l'Holarctique. C'est le cas de Caltha, Berberis, Hydrangea.

### Familles endémiques
Il y a 8 familles endémiques
- Gomortegaceae
- Halophytaceae
- Malesherbiaceae
- Tribelaceae
- Francoaceae
- Aextoxicaceae
- Vivianiaceae
- Misodendraceae

### Genres endémiques
Il existe un grand nombre de genres et d'espèces endémiques et subendémiques à la région Chili-Patagonie. On notera que les principaux genres: Saxegothaea, Austrocedrus, Peumus, Gomortega, Fitzroya, Pilgerodendron, Boquila, Lardizabala, Barneoudia, Hamadryas, Anisomeria, Austrocactus, Copiapoa, Eriosyce, Eulychnia, Maihuenia, Pterocactus, Calandriniopsis, Lenzia, Monocosmia, Halophytum, Microphyes, Philippiella, Reicheëlla, Holmbergia, lebetanthus, Berberidopsis, Malesherbia, Neiderleinia, Agallis, Decaptera, Hexaptera, Onuris, Schizopetalon, Werdermannia, Crinodendron, Cristaria, Adenopeltis, Avellanita, Aextoxicon, Ovidia, Cadlcluvia, Saxifragella, Saxifragodes, Francoa, Quillaja, Oenotheridium, Tepualia, Gourliea, Pitavia, Pintoa, Zuccagnia, Metharme, Bridgesia, Valenzuelia, Wendtia, Araeoandra, Caesarea, Cissarobryon, Viviania, Magallana, Dinemagonum, Tricomaria, Myoschilos, Nanodea, Misodendrum, Talguenea, Valdivia, Tribeles, Bustillosia, Domeykoa, Gymnophyton, Huanaca, Laretia, Mulinum, Cruckshanksia, Elytropus, Scyphanthus, Benthamiella, Combera, Phrodus, Schizanthus, Trechonaetes, Vestia, Alona, Melosperma, Monttea, Argylia, Campsidium, Asteranthera, Hygea, Mitraria, Sarmienta, Thryothamnus, Urbania, Kurtzamra, Oreosphacus, Cyphocarpus, Calycera, Moschopsis, Aylacophora, Calopappus, Chiliotrichum, Closia, Dolichlasium, Doniophyton, Eriachaenium, Gypothamnium, Huarpea, Leuceria, Leunisia, Loephopappus, Macrachaenium, Marticorenia, Moscharia, Oxyphyllum, Pachylaena, Plazia, Pleocarphus, Polyachyrus, Triptilion, Urmenetea, Tetroncium, Chamelum, Solenomelus, Conanthera, Tecophilaea, Zephyra, Leontochir, Schickendantzia, Ancrumia, Erinna, Garaventia, Gethyum, Gilliesia, Leucocoryne, Latace, Miersia, Solaria, Speea, Stemmatium, Tristagma, Hieronymiella, Placea, Bottionea, Lapageria, Philesia, Arachnitis, Tapeinia, Asarca, Fascicularia, Patosia, Chaetotropis, Ortachne, Jubaea
Pour nommer quelques espèces endémiques: Araucaria araucana et des espèces appartenant aux genres Podocarpus, Caltha, Berberis, Nothofagus, Gaultheria, Eucryphia, Escallonia, Hydrangea, Fuchsia, Gunnera, Griselinia, Azorella, Tropaeolum, Cissus, Embothrium, Lomatia, Fabiana, Solanum, Calceolaria, Lobelia, Baccharis, Dasyphyllum, Alstroemeria, Astelia.
La plupart de la flore endémique se trouve sur le côté chilien de la région bien que chaque région possède ses propres espèces endémiques.